# جون ألستون
جون ألستون (بالإنجليزية: Jon Alston)‏ هو لاعب كرة قدم أمريكية أمريكي، ولد في 4 يونيو 1983 في شريفبورت في الولايات المتحدة.

## وصلات خارجية
- جون ألستون على موقع مرجع كرة القدم المحترفة.كوم (الإنجليزية)